# 南端まいな
南端 まいな（みなみばた まいな、2000年2月21日 - ）は、日本の元歌手、元女性アイドル。アイドルグループ・アイドルネッサンスの元メンバー。日音所属。東京都出身。

## 略歴
2014年、アイドルネッサンス結成メンバーに選ばれ、2018年2月の解散まで活動。
2018年4月15日（14日深夜）放送の「日本ラグビー応援TV ONEラグビー」（日本テレビ）に出演。5月にはアイドルネッサンス時代に期間限定で使用していたTwitterアカウントを復活。
2018年8月15日、ソロ初の音源「センチメートル」を配信限定でリリース。同年8月18日、音霊 OTODAMA SEA STUDIOでソロでの初ステージ。
2019年3月27日、1stミニアルバム『Clarity』をリリース。
2019年10月、楽曲「セツナイノチ」がテレビ神奈川（tvk）制作の音楽情報バラエティ番組「関内デビル」のエンディングに起用される。
2021年11月、体調不良を理由に当面の間活動休止することを発表。
2022年3月31日に芸能界引退を発表。

## 人物・エピソード
父親の影響で、子供のころから国立競技場や秩父宮ラグビー場でラグビーを観戦。好きなチームは父親の出身校でもある早稲田大学ラグビー蹴球部。
私立恵比寿中学の柏木ひなたとは同じ高校であり、廊下で挨拶をする間柄だった。

## 作品

### CD

#### ミニアルバム
- 『Clarity』（2019年3月27日、Kisspoint Records）

#### シングル
- 『セツナイノチ』（2019年9月25日）

#### 配信
- 「センチメートル」（2018年8月15日）

#### 楽曲参加
- E TICKET PRODUCTION「ILLNINAL vol.2」（2017年11月8日、IDOL NEWSING）
  - #1「BEATS ME feat.南端まいな&野本ゆめか（アイドルネッサンス）」、#3「ILLNINAL feat.南端まいな&野本ゆめか（アイドルネッサンス）,Summer Rocket」収録
- E TICKET PRODUCTION『E TICKET RAP SHOW 2』（2018年4月4日、IDOL NEWSING）
  - #4「BEATS ME feat. 南端まいな&野本ゆめか（アイドルネッサンス）」、#6「ILLNINAL feat.青山ひかる,風間玲マライカ&神崎風花(sora tob sakana),南端まいな&野本ゆめか（アイドルネッサンス）,Summer Rocket,水春（桜エビ〜ず）」収録

## 出演

### テレビ
- 花園ナビ〜全国高校ラグビー大会ガイド〜（2018年12月15日、J SPORTS）
- ノーサイド・ゲーム（2019年7月7日 - 9月15日、TBSテレビ） - 吉田夏帆 役
- 関内デビル （2019年、テレビ神奈川） 南端まいなの目指せ！47都道府県制覇! Live&Curry

ほか

### トークイベント
- TBSラジオ「サンドウィッチマンのWe Love Rugby」公開収録（2018年5月12日、秩父宮ラグビー場）
- 南波一海のヒアヒア（2018年9月5日、ROCK CAFE LOFT）
- 吉田豪×南波一海の"このアイドルが見たい" 2019新春 〜南端まいなスペシャル〜（2019年1月5日、LOFT9 Shibuya）

### ラジオ
- 南端まいな Relieftime Music（2021年10月3日 - 11月21日[注 1]、FM FUJI）

### CM
- マーベラスAQL「剣と魔法のログレス いにしえの女神」（共に戦う編）（2015年）[8]

## ライブ

### ワンマン
- 南端まいなFirstLive〜messages〜（2018年12月24日、渋谷7th Floor）
- 南端まいな Birthday Concert 〜juke box〜（2019年2月21日、原宿クエストホール）
- 南端まいなワンマンライブ〜Firsts〜（2019年5月1日、Mt.RAINIER HALL SHIBUYA PLEASURE PLEASURE）
- 南端まいな birthday Concert 〜Gift〜（2020年2月24日、LOFT9 Shibuya)